# Picton Castle

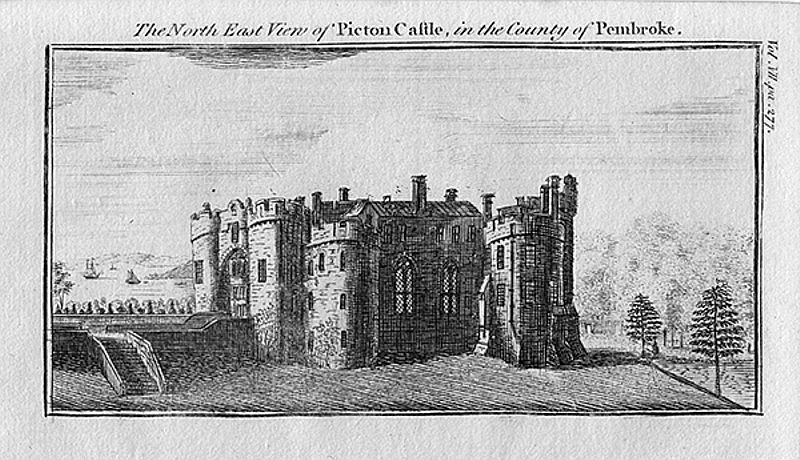
Picton Castle mit Schlitzfenster und Torhausbogen 1770

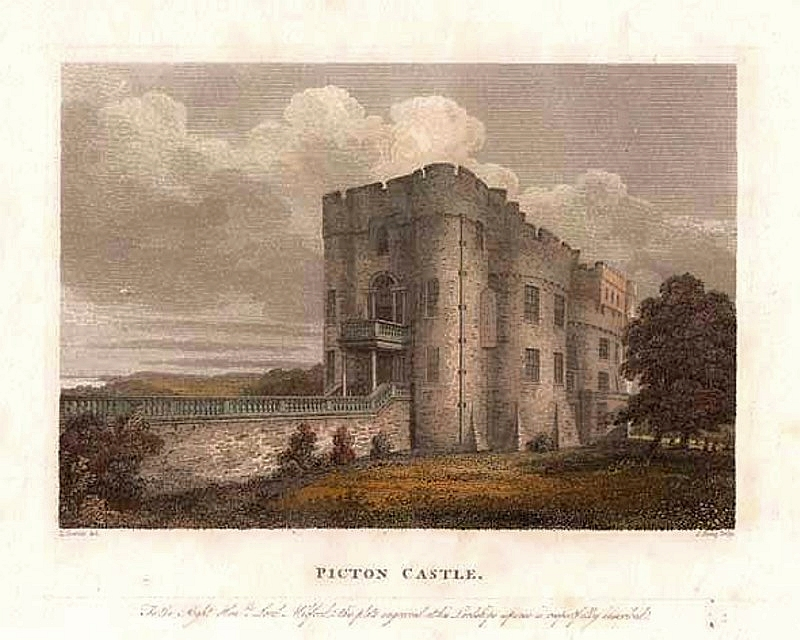
Picton Castle mit Haupteingang und Portikus 1810

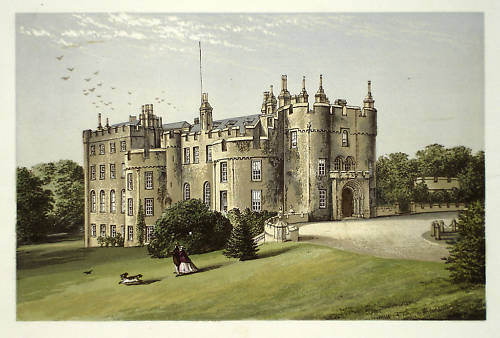
Picton Castle mit vergrößerter Zufahrt und Westflügel 1880

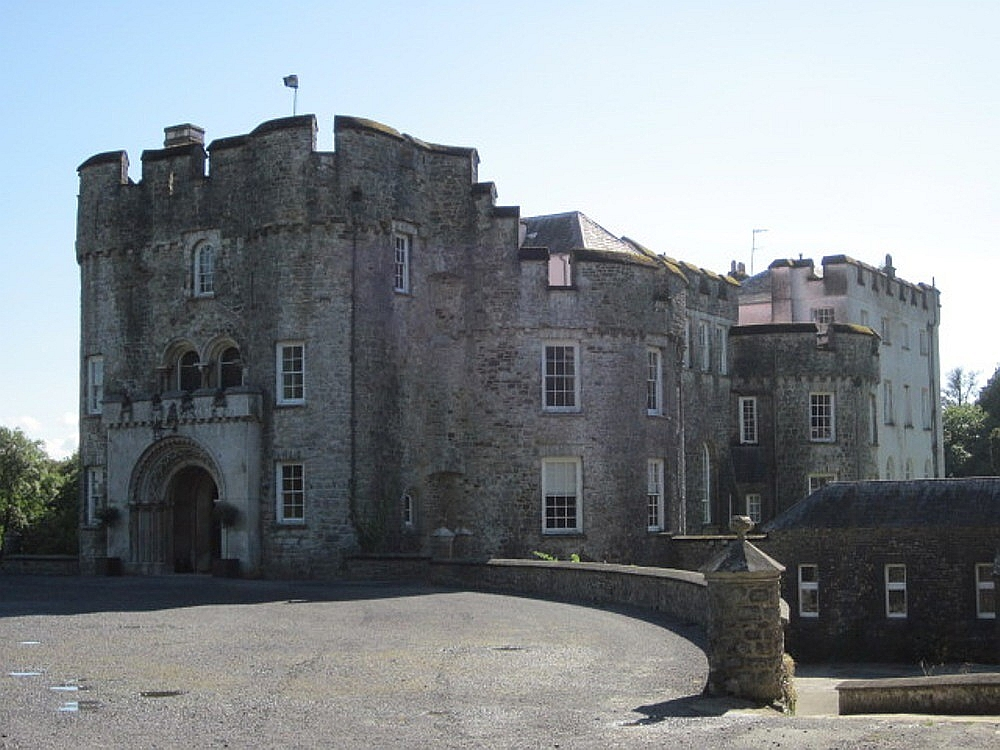
Picton Castle Eingangsbereich mit Portal 2012

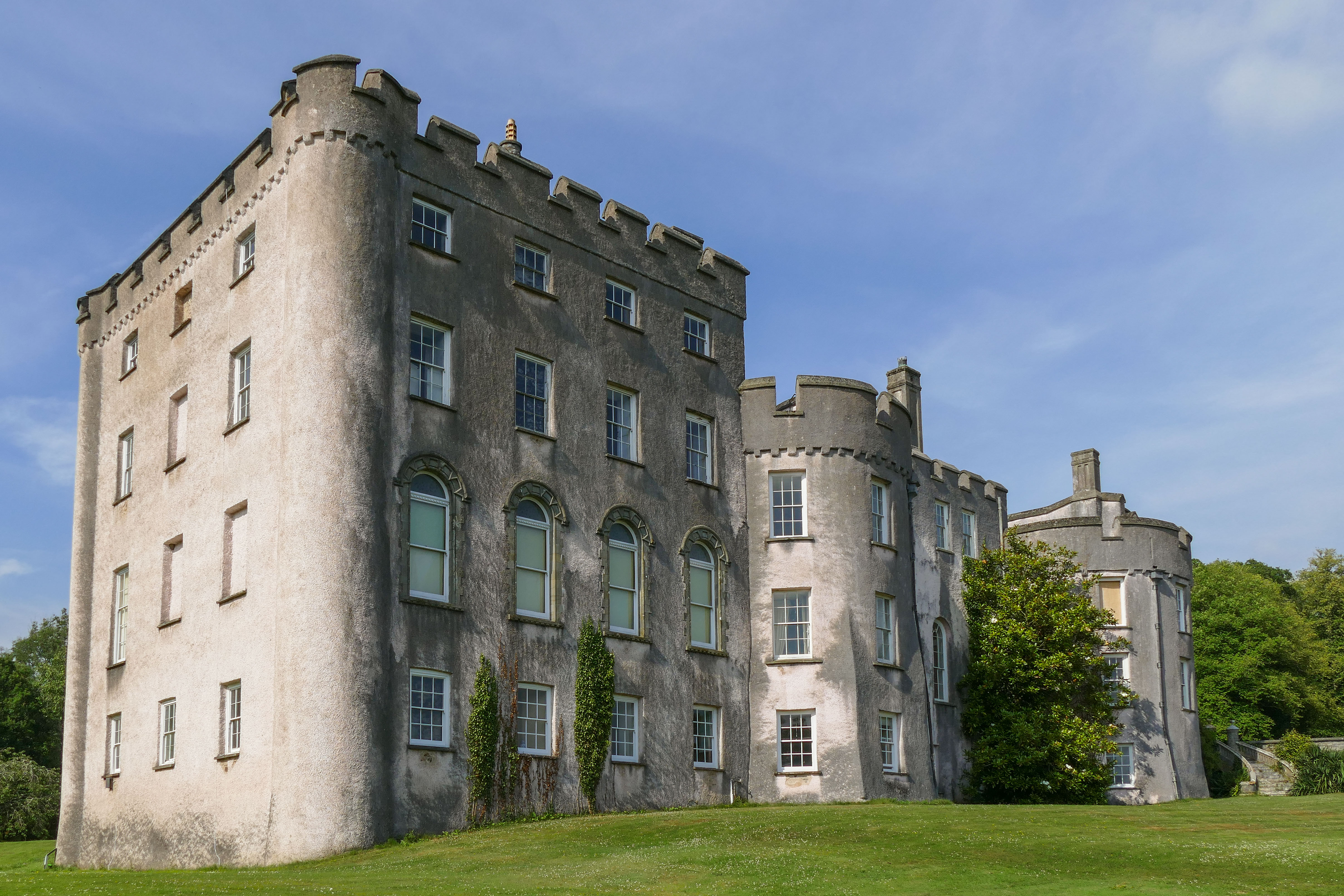
Südfront der Burg

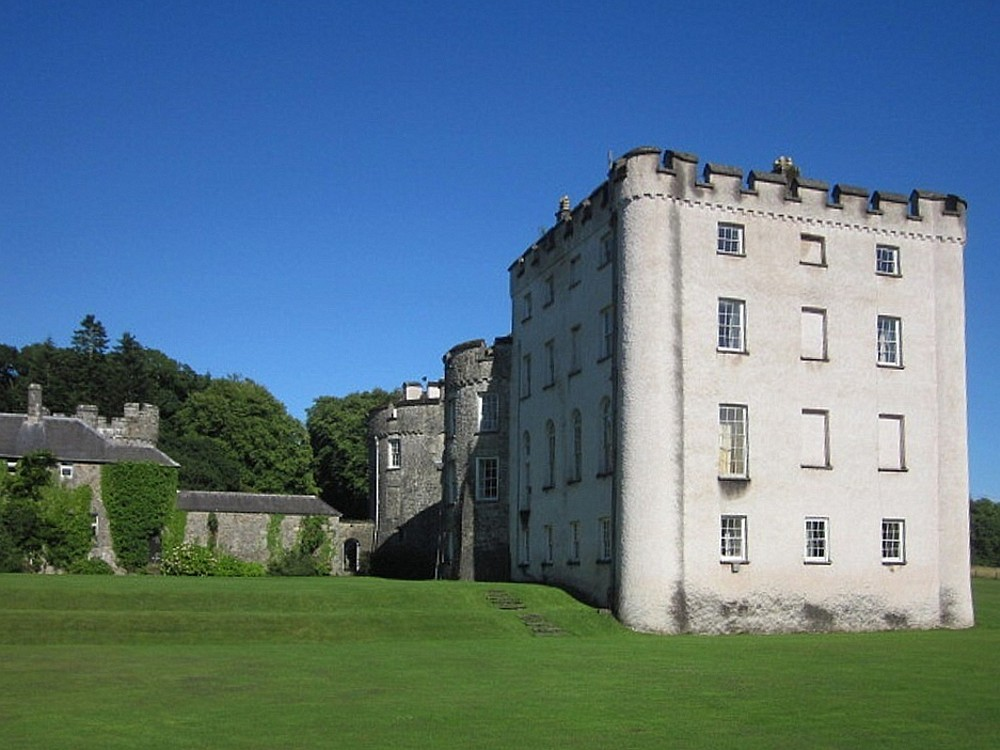
Picton Castle Westflügel

Picton Castle (walisisch: Castell Pictwn) ist eine mittelalterliche Burg in der Nähe von Haverfordwest in der Grafschaft Pembrokeshire in Wales. Erbaut am Ende des 13. Jahrhunderts von John Wogan, wird das Gebäude immer noch von seinen Nachkommen, der Familie Philipps, bewohnt.

## Geschichte
Das Anwesen von Picton Castle war im 12. Jahrhundert ein Teil von Wiston Castle. Die erste Befestigung auf dem Gelände von Picton Castle ist vermutlich entstanden, als Baron Wizo, der Burgherr von Wiston, Ländereien an seine ritterlichen Anhänger verteilte. Die ersten Herren von Picton, deren Name und Herkunft nicht bekannt sind, errichteten eine Motte, also eine Burg in Holzbauweise auf einem Erdhügel mehrere 100 Meter östlich vom heutigen Gebäude entfernt. Im 13. Jahrhundert wurde John Wogan, ein Vasall von William de Valence, 1. Earl of Pembroke, Baron von Wiston und errichtete zwischen 1295 und 1308 die wesentlichen Teile der heutigen Burganlage. Anschließend gab er Wiston Castle auf und verlagerte seinen Stammsitz nach Picton Castle.
1405 eroberten französische Truppen, die den walisischen Nationalhelden Owain Glyndŵr in seinem Unabhängigkeitskampf unterstützen, die Burg. Die Wogan-Linie von Picton endete in einer Erbin, die Owain Dwnn heiratete, so dass das Anwesen an die Familie Dwnn fiel. 1495 heiratete Thomas Philipps von Cilsant die Erbin Jane Dwnn, wodurch Picton Castle in den Besitz der Familie Philipps kam. 1611 begann König James I. Baronetswürden zu verkaufen, um die Kosten für seine Armee in Irland zu decken. John Philipps kaufte sich den Titel Baronet of Picton Castle zu einem Preis von £ 1095. Mit der Summe konnten 30 Soldaten für einen Zeitraum von 3 Jahren unterhalten werden. 1645 beschlagnahmten parlamentarische Kräfte während des englischen Bürgerkriegs das Anwesen. 
Im 17. und 18. Jahrhundert waren die Philipps von Picton Castle die mächtigste Familie in der Grafschaft Pembrokeshire und übten einen großen politischen, sozialen und wirtschaftlichen Einfluss auf alle Aspekte des lokalen Lebens aus. Sie verfügten über umfangreiche Ländereien, waren prominente Philanthropen und stellten eine Reihe von Sheriffs, Friedensrichter, Lords Lieutenant und Parlamentsmitglieder im House of Lords. Daher war Picton Castle in dieser Zeit Zentrum des lokalen, sozialen und kulturellen Lebens in Pembrokeshire. 1697 nahm John Philipps, der 4. Baronet of Picton Castle, umfangreiche Umbauten vor, ebenso wie John Philipps, der 6. Baronet, zwischen 1749 und 1752.
1776 wurde Richard Philipps der Titel Baron Milford verliehen. Da er keine männlichen Nachkommen hatte, erlosch dieser Titel nach seinem Tod 1823. Picton Castle ging an seinen Cousin Richard Philipps, für den 1847 der Titel Baron Milford ein zweites Mal geschaffen wurde. Allerdings erlosch auch dieser Titel nach dessen Tod 1857, da auch er keine männlichen Nachkommen hatte. Picton Castle ging an seinen Halbbruder James Henry Alexander Gwyther, der durch königliche Erlaubnis den Familiennamen und das Wappen der Philipps annehmen durfte. Nach seinem Tod erbte das Anwesen sein Schwiegersohn Charles Edward Gregg Philipps, dem 1887 der Titel Baronet of Picton verliehen wurde, dann dessen Enkel Richard Foley-Philipps, der 4. Baronet of Picton. 1939 wurde der Titel Baron Milford ein drittes Mal an einen Philipps verliehen, aber diesmal nicht an den Eigentümer von Picton Castle. Das Anwesen wird heute von der Picton Castle Trust verwaltet. Vorstandsmitglied Susie Philipps lebt in einem Gästehaus auf dem Grundstück.

## Architektur
Ursprünglich wurde das Hauptgebäude von sieben vorspringenden runden Türmen geschützt. Jeweils ein Turm stand an den Ecken des rechteckigen Grundrisses, zwei weitere befanden sich im Osten beim Eingang und ein weiterer befand sich an der Westseite. Die beiden am östlichen Ende wurden verbunden und bildeten ein Torhaus. Der Eingang führte direkt durch ein Fallgatter in ein Gewölbe unter der Halle. Das Gebäude selbst verfügt noch heute über keinen Innenhof, aber es gab einen ummauerten Innenhof vor der Burg, aber wahrscheinlich keinen Wassergraben. Um 1400 wurden in der Halle das Maßwerkfenster vergrößert und im Torhaus ein großer Zierbogen mit mehreren Fenstern eingebaut. Picton Castle ähnelt einer Gruppe von irischen Burgen aus dem 13. Jahrhundert, aber diese hatten vier runde Türme an den Ecken des rechteckigen Gebäudes statt sieben wie Picton Castle. 
1697 zog John Philipps, der 4. Baronet of Picton Castle, vor dem Torhaus parallele Mauern hoch und schuf einen terrassierten Zugang zum ersten Stock als Haupteingang. Er ließ auch eine zusätzliche Etage über dem großen Saal einziehen und änderte wahrscheinlich einige Fenster und Zimmer. John Philipps, der 6. Baronet, gestaltete zwischen 1749 und 1752 das Innere des Gebäudes im Georgianischen Stil um. Alle Räume über dem Untergeschoss wurden renoviert und neu verputzt. Vertäfelungen, Holzfußböden, Schiebefenster und mindestens vier marmorierte Kamine wurden eingebaut. 1800 gestaltete man den Eingangsbereich um. Der große Bogen wurde zurückgebaut und durch ein kleineres Rundbogenfenster ersetzt. Vor den Haupteingang setzte man einen kleinen Portikus mit Balkon. Einige Jahre danach erweiterte man das Gebäude um einen vierstöckigen Westflügel im Regency-Stil. 1820 wurde die Terrasse vor dem Haupteingang wesentlich vergrößert und erhielt ihre heutige runde Form. Der Portikus mit Balkon verschwand wieder und an seine Stelle trat ein Portal mit einem gotischen Rundbogen. Darüber setzte man zwei Rundbogenfenster, so dass der Eingangsbereich sein heutiges Aussehen erhielt.